# وسيط (برمجة)
الوسيط أو المُوسِط (بالإنكليزية: Parameter) عند مبرمجي الحواسيب هو مقدار متغير من الدالة يأخذ قيمة مدخلة يقال لها المُحَدِّد أو المُعْطَى (بالإنكليزية: Argument). الوسيط والمعطى يسميان الوسيطين تغليبا، ولتمييز بينها يسمى الوسيط بالوسيط الشكلي، والمعطى بالوسيط الفعلي.